# Medalla de la Campanya de Rússia
La Medalla de la Campanya de Rússia va ser una condecoració d'Espanya creada per condecorar als voluntaris de la Divisió Blava que van participar en la Segona Guerra Mundial contra la Unió Soviètica. Entre els militars que la tenien hi havia els generals Guillermo Quintana Lacaci i Víctor Lago Román.

## Descripció
- L'anvers és l'àguila de l'Exèrcit de Terra d'Espanya amb una Creu de Ferro, amb l'esvàstica, sobre el Jou i les fletxes, emblema de Falange, tot envoltat per corona de llorer i timbrat de corona militar de cabdillatge.

- El revers és el Kremlin de Nóvgorod envoltat de cadenes amb la llegenda "Rússia 1941"